# Gaëtan Hervé
Pour les articles homonymes, voir Hervé.

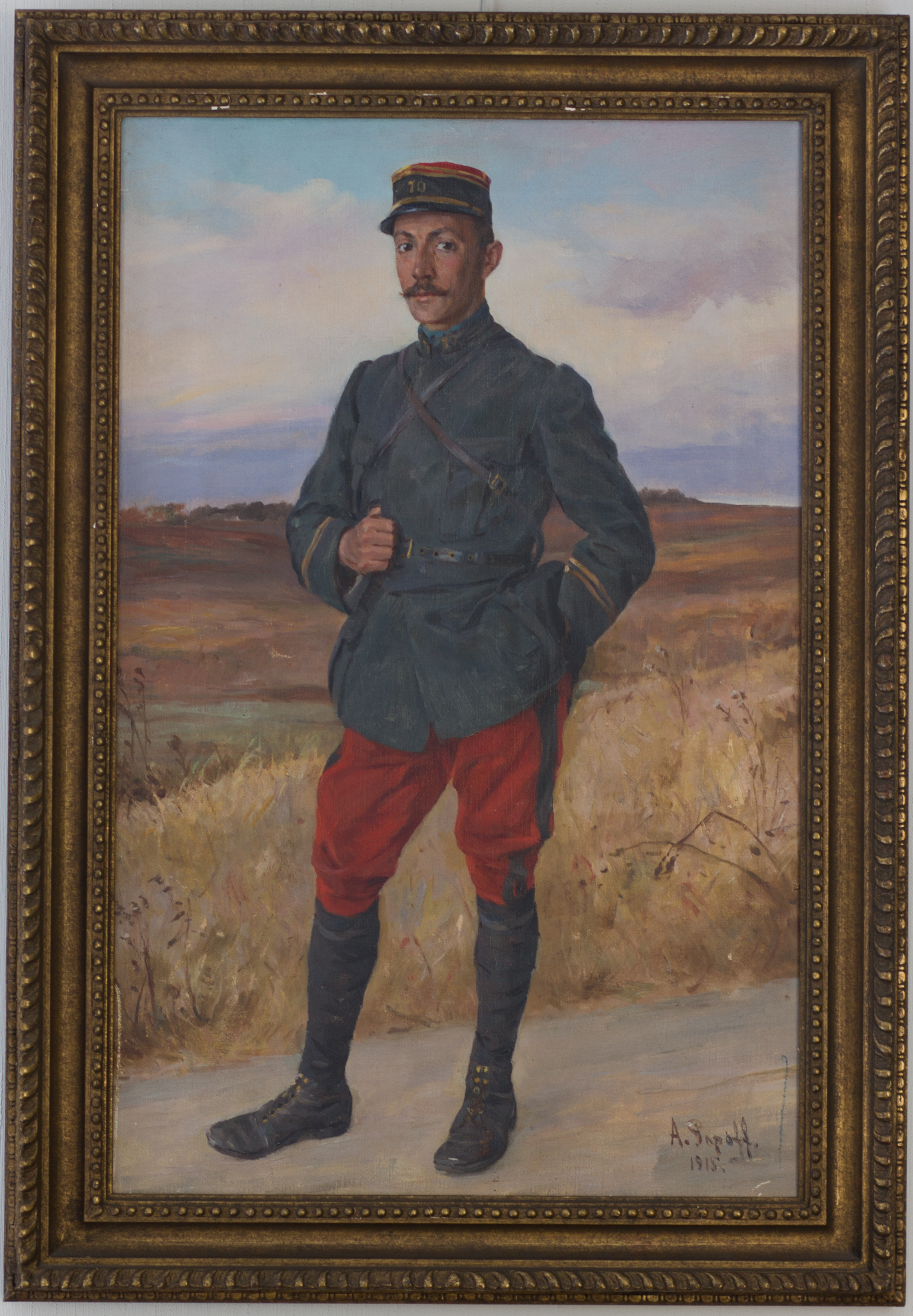
Portrait de Gaëtan Hervé, peint en 1915 par son compagnon de prison (A.Popoff) pendant son incarcération.

Gaëtan Hervé, né le 1er mars 1886 à Rennes, est secrétaire général de la mairie de Rennes. Il est assassiné par la Milice française le 1er juillet 1944.

## Biographie

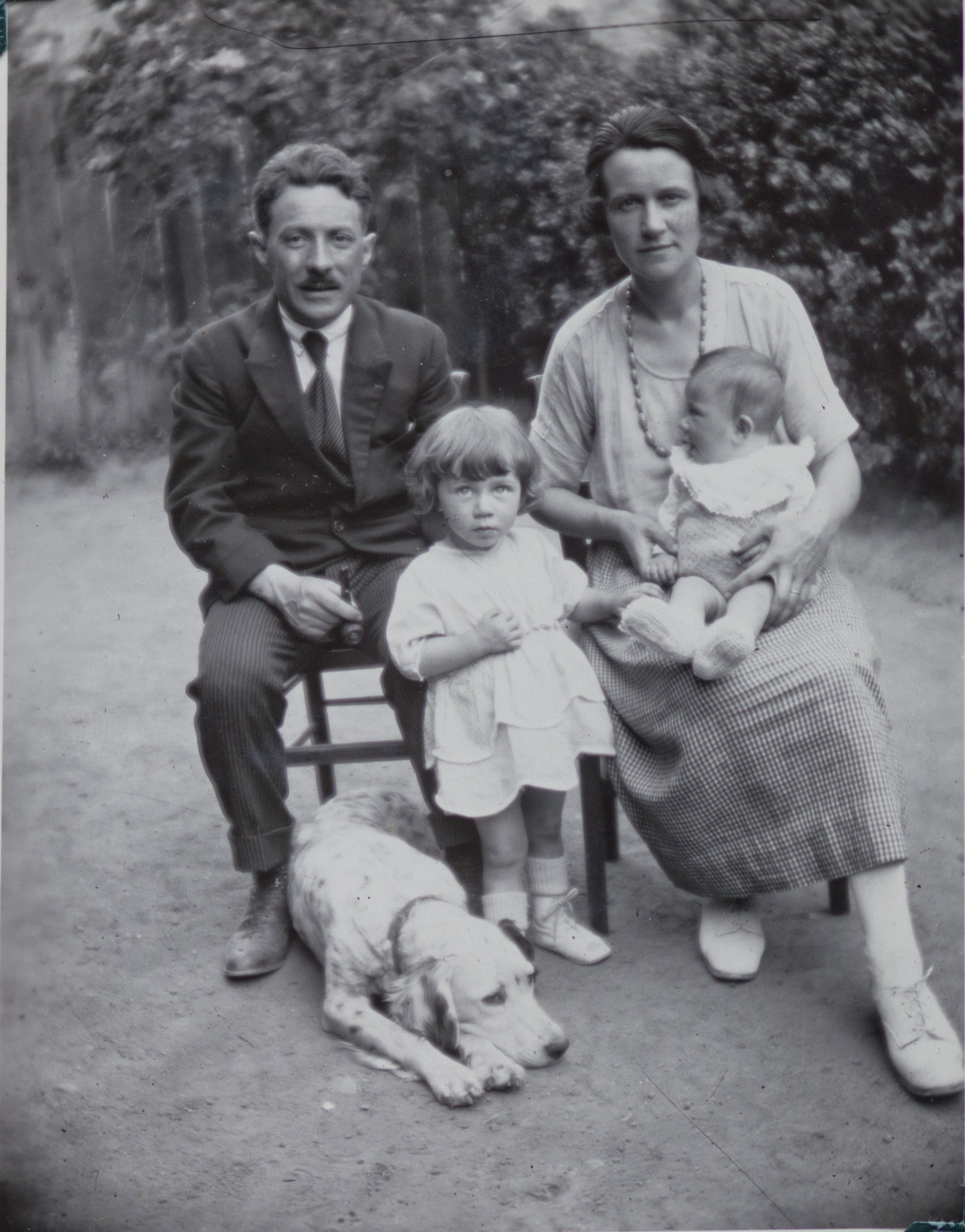
Gaëtan Hervé, son chien, Henriette Neveu et leurs filles, de gauche à droite, Annick et Janine

Ses études secondaires achevées, il fait son service militaire d’octobre 1907 à septembre 1909. Le 1er avril 1913, sous la municipalité de Jean Janvier, il entre aux services municipaux de la ville de Rennes en qualité de rédacteur de 3e classe.
Seize mois plus tard, il est mobilisé comme sous-lieutenant. Blessé par balle le 29 août 1914, il est fait prisonnier à La Vallée-au-Blé dans l’Aisne. Rapatrié le 30 novembre 1918, il revient à Rennes où il réside au 5 boulevard de Sévigné, puis rue du Petit Villeneuve, et reprend ses fonctions à la mairie. Le 1er avril 1921, il est promu rédacteur en chef, puis secrétaire général en 1925.
En septembre 1939, Gaëtan Hervé, alors capitaine de réserve, est affecté à la gare de Versailles. Il est démobilisé à Tarbes le 3 juillet 1940.
Ayant repris ses fonctions, il s’accommode mal de l’occupation allemande. En mars 1944, il a des mots avec des miliciens qui le menacent.
À la suite de l’assassinat à Paris le 28 juin 1944 de Philippe Henriot, secrétaire d’État à la propagande du Gouvernement de Vichy, cent cinquante personnalités françaises sont désignées et signalées à la Milice chargée de les faire disparaître dans la nuit du 30 juin au 1er juillet 1944. À Rennes, le CENS (Cercle d’études national-socialiste) désigne 5 personnalités rennaises pour faire partie du lot. Gaëtan Hervé fait partie de la liste établie,. La Milice l’interpelle à son domicile, dont il parvient à fuir. Il est abattu place de la Mairie. Dans la même nuit, deux autres personnes sont abattues, Louis Volclair et Pierre Lemoine et une autre blessée par balles, Oscar Leroux.
Un boulevard de Rennes est à son nom dans le quartier de la Binquenais, parallèle aux boulevards Volclair, de l’Yser et Oscar-Leroux. Une maison de retraite de Rennes porte également son nom.

### Sources et bibliographie
- Commission d'information historique pour la paix du département d'Ille-et-Vilaine, Mémoire de Granit 1939-1945, Rennes, 1991, 273 p., p. 66 Biographies des anciens combattants résistants, déportés et victimes de guerre dont le nom a été donné à une rue, place ou square dans les communes du département